# Nico Huyberechts
Nico Huyberechts es un deportista belga que compitió en duatlón. Ganó una medalla de bronce en el Campeonato Mundial de Duatlón de Larga Distancia de 2004.

## Palmarés internacional
| Campeonato Mundial | Campeonato Mundial      | Campeonato Mundial | Campeonato Mundial |
| Año                | Lugar                   | Medalla            | Prueba             |
| ------------------ | ----------------------- | ------------------ | ------------------ |
| 2004               | Fredericia ( Dinamarca) | Medalla de bronce  | Individual         |